# 8467
やしろ なな（2000年（平成12年）7月19日 - ）は、日本のファッションモデル、タレント。所属事務所はインセント。千葉県出身。本名及び旧芸名は野城 菜月（やしろ なつき）、8467。

## 経歴
2016年竹下通りでスカウトされ、悩んだ末に2018年に芸能界入り。
2018年12月25日、本名の野城菜月から現在の8467に改名する。
2020年10月、自身がプロデュースするアパレルブランド「LANI.COCO」を立ち上げる。
2023年3月31日、nuts専属モデルからの卒業を発表。

## 人物
趣味は映画鑑賞、サウナ、ゴルフ。特技は書道。
キャッチフレーズは三代目カリスマギャル。

## 出演
テレビ
- 今日、好きになりました。第12・13弾（2018年10月・11月、AbemaTV）
- 実写版ギャルと恐竜（2020年4月 - 6月）- 楓役
- 24時間テレビドラマスペシャル「生徒が人生をやり直せる学校」（2021年8月24日）- 宇野なな役
- 世にも奇妙な物語'21秋の特別編「優等生」（2021年11月6日、フジテレビ）- 生徒 役
- 連続テレビ小説 おむすび 第63回（2024年12月25日、NHK）- ま〜ゆ〜 役

雑誌
- 週刊ヤングマガジン2020年22・23号 グラビア掲載

ミュージックビデオ
- Non Stop Rabbit「アンリズミックアンチ」（2019年、Studio Cubic Records）

## 書籍

### 写真集
- 0288「オニヤバ」（2020年3月9日、トランスワールドジャパン）ISBN 978-4862562814

### フォトブック
- SPECIAL FAN BOOK 8467（やしろなな）（2022年2月16日、トランスワールドジャパン）ISBN 978-4862563361